# Liste de mosquées de Singapour
Cet article présente la liste de mosquées de Singapour.

## Liste
| Nom                          | Image | Quartier          | Région   | Inauguration     |
| ---------------------------- | ----- | ----------------- | -------- | ---------------- |
| Mosquée Al-Junied            |       | Bencoolen Street  | Centre   | 7 septembre 2006 |
| Mosquée An-Nahdhah           |       | Bishan            | Centre   | octobre 2006     |
| Mosquée Al-Huda              |       | Bukit Timah       | Centre   | 1966             |
| Mosquée Ahmad                |       | Buona Vista       | Centre   | 1934             |
| Mosquée Al-Abrar             |       | Chinatown         | Centre   | 1856             |
| Mosquée Jamae                |       | Chinatown         | Centre   | 1826             |
| Mosquée Hajjah Fatimah       |       | Kampong Glam      | Centre   | 1846             |
| Mosquée Malabar              |       | Kampong Glam      | Centre   | 24 janvier 1963  |
| Mosquée Abdul Gaffoor        |       | Little India      | Centre   | 1907             |
| Mosquée Sallim Mattar        |       | Macpherson Estate | Centre   | 1960             |
| Mosquée Abdul Hamid          |       | Newton            | Centre   | 1932             |
| Mosquée Al-Falah             |       | Orchard Road      | Centre   | 1987             |
| Mosquée Omar Kampong Melaka  |       | Singapore River   | Centre   | 1820             |
| Mosquée Sultan               |       | Singapore River   | Centre   | 1824             |
| Mosquée Ahmad Ibrahim        |       | Telok Blangah     | Centre   | 1955             |
| Mosquée Al-Amin              |       | Telok Blangah     | Centre   | 1991             |
| Mosquée Diraja Teluk Blangah |       | Telok Blangah     | Centre   |                  |
| Mosquée Al-Ansar             |       | Bedok             | Est      | 1981             |
| Mosquée Al-Abdul Razak       |       | Eunos             | Est      | 1965             |
| Mosquée Taha                 |       | Geylang           | Est      | 1930             |
| Mosquée Al-Istighfar         |       | Pasir Ris         | Est      | 1999             |
| Mosquée Darul Ghufran        |       | Tampines          | Est      |                  |
| Mosquée Darul Makmur         |       | Yishun            | Nord     | 25 juillet 1987  |
| Mosquée Al-Muttaqin          |       | Ang Mo Kio        | Nord-Est | 2 septembre 1980 |
| Mosquée En-Naeem             |       | Hougang           | Nord-Est | 1983             |
| Mosquée Haji Yusoff          |       | Hougang           | Nord-Est | 1896             |
| Mosquée Al-Mawaddah          |       | Sengkang          | Nord-Est | 2009             |
| Mosquée Al-Istiqamah         |       | Yio Chu Kang      | Nord-Est | 17 juin 2000     |
| Mosquée Al-Iman              |       | Bukit Panjang     | Ouest    | 2 mai 2003       |
| Mosquée Al-Firdaus           |       | Choa Chu Kang     | Ouest    | 1962             |
| Mosquée Al-Khair             |       | Choa Chu Kang     | Ouest    | 1995             |